# Tiritere e ghirigori per due topi in mezzo ai fiori
Tiritere e ghirigori per due topi in mezzo ai fiori (Little Mouse on the Prairie) è una serie televisiva animata prodotta da Afanti International Animation Corporation e Saban Entertainment. La proprietà della serie è passata alla Disney nel 2001, quando la Disney ha acquisito Fox Kids Worldwide, che include anche Saban Entertainment.

## Personaggi
- Ghigo
- Sissi
- Geremia
- Tea
- Momo
- Palmiro